# Сук, Олег Иванович
Оле́г Иванович «Джон» Сук (род. 26 июня 1965, Тернополь) — украинский музыкант, композитор, басист рок-группы «Мертвий Півень», клавишник рок-группы «Ґорґішелі».

## Биография
Творческий путь начинает в стенах «Львовской Политехники», сиюминутно чувствует тягу к экспериментам со звуком и бас-гитарой. Перманентные поиски приводят Олега к «Мелодрому» — одному из джазовых «бэндов» Львова, как следствие — лауреатство на двух подряд джазовых фестивалях «Кришталевий Лев» в конце 80-х годов. В это же время музыкант основывает арт-роковый «Катарсис». После полуторагодичного музицирования вместе с гитаристом Людвигом Конопко общими усилиями рождается формация «Клуб Шанувальників Чаю», которая существует на протяжении 1989—1993 годов. После её распада Олег создаёт проект «Улис», держит партию бас-гитары в группе «Игра в бисер», вливается в уже воистину легендарный «Мертвий Півень» (1992), участником которого остается и ныне.
1995—1996 годы — организовывает литературно-музыкальную джаз-формацию «Вогні Великого Міста» с писателем Юрием Покальчуком, музыкантом Юрком Дудою.
2003 год — в рамках собственного проекта «…але час, як ріка…» Олег обращает внимание на коллектив с андеграундной философией — «Чорний Вересень», и найдя общие язык и вкусы, начинает сотрудничать. Саунд качественно обновляется, музыка становится богаче, мягче, утончённее с включением клавиш. Группа получает второе рождение, второе название. Теперь это — «Ґорґішелі»

## Персональные авторские проекты
1995 — Проект «Є» — уникален по формату, идее, смыслу. Это попытка зафиксировать тогдашнее состояние музыкального Львова. Задействуется около 50 человек. Олег пишет музыку, за тексты берутся стихи Богдана Лепкого, Богдана-Игоря Антоныча, Василия Пачовского, Александра Олеся. В записи аудиоальбома берут участие уже известные на то время музыканты и группы: «Плач Єремії» и Тарас Чубай, «Мертвий Півень», «Клуб шанувальників чаю», «999», парни с «Братьев Гадюкиных», дебютанты: «Океан Ельзи», Леся Герасимчук и «Королівскі зайці», «Пікардійська терція», «Пам’ятки архітектури», Руслана.
2003 — «…але час, як ріка…» уверенно можно назвать «Є» — 2, но более взвешенным, профессиональным, зрелым. Лирика песен обогащается новыми авторами: Юрием Андруховичем, Юрием Покальчуком, Игорем Рымаруком, Костем Москальцем. Музыканты — начинающие в 1995-м («Океан Ельзи», «Пікардійська терція», Руслана) — теперь настоящие звезды украинского шоу-биза — вместе с когортой новичков («Годо», «Чорний Вересень», Юрко Лаврін, Світлана Кирильчук) дают вторую жизнь старым композициям и исполняют новые.
Первый проект, как и второй, не получили должного освещения в медиа, почти не нашли своего слушателя. Музыка Джона — это постоянная проекция в будущее. Эта искренность, глубокое мироощущение, эта философия в ней ещё обязательно найдут свой выход наружу и попадут к адресату.

## Дискография[4]
| Год выхода | Название альбома                                           | Исполнитель                        |
| ---------- | ---------------------------------------------------------- | ---------------------------------- |
| 1993       | «Mistery Mirror»                                           | «Клуб Шанувальників Чаю»           |
| 1994       | «Підземне Зоо»                                             | "Мертвий Півень"                   |
| 1995       | «Live У Львові»                                            | "Мертвий Півень"                   |
| 1995       | «НЕБО-РОК`95. Страхітливі Уродини»                         | Віктор Неборак                     |
| 1995       | «Є»                                                        | авторский проект                   |
| 1996       | «Il Testamento»                                            | "Мертвий Півень"                   |
| 1996       | «"ОХ". Комедія Екстазу»                                    | авторский проект                   |
| 1997       | «Міський бог Ерос»                                         | "Мертвий Півень"                   |
| 1997       | «1989 - Вибране – 1997»                                    | «Мертвий Півень»                   |
| 1998       | «Шабадабада»                                               | "Мертвий Півень"                   |
| 1998       | «Вони Кажуть»                                              | «Вогні Великого Міста»             |
| 2000       | «Треба Встати і Вийти»                                     | Віктор Морозов та «Четвертий Кут»  |
| 2002       | «Тополі»                                                   | «Вогні Великого Міста»             |
| 2003       | «…але час, як ріка…»                                       | авторский проект                   |
| 2003       | «Афродизіяки»                                              | Віктор Морозов та "Мертвий Півень" |
| 2003       | «Подорож в Країну «Бас»                                    | Всеволод Дячишин                   |
| 2004       | «Мертвий Півень. Mp-3 Колекція на двох дисках»             | "Мертвий Півень"                   |
| 2005       | «Рок Легенди України. Українська Колекція. Мертвий Півень» | "Мертвий Півень"                   |
| 2006       | «Пісні Мертвого Півня»                                     | "Мертвий Півень"                   |
| 2006       | «Аморе»                                                    | "Ґорґішелі"                        |
| 2008       | «Кримінальні Сонети»                                       | "Мертвий Півень"                   |
| 2006       | «Вибраний Народом»                                         | "Мертвий Півень"                   |
| 2008       | «Армія Світла»                                             | Віктор Морозов та «Четвертий Кут»  |
| 2009       | «Live»                                                     | "Ґорґішелі"                        |
| 2009       | «Made in ЮА»                                               | "Мертвий Півень"                   |
| 2010       | «Ромбамбар»                                                | «Ґорґішелі»                        |